# Почесний громадянин Києва

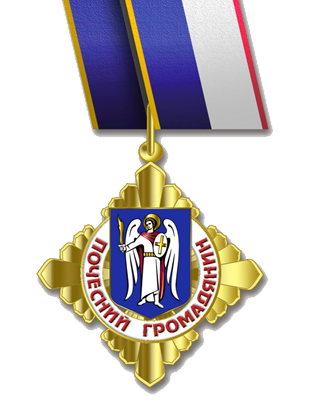
Нагрудний знак

Почесний громадянин міста Києва — звання, встановлене з метою заохочення і стимулювання працівників підприємств, установ та організацій міста Києва, громадян України, іноземних громадян за визначні заслуги у розвитку економіки та соціальної сфери міста Києва, збагачення національної інтелектуальної і культурної спадщини, плідну громадську діяльність.
У Києві тричі засновувалися звання «Почесний громадянин Києва»: у царській Росії, за радянської влади і в незалежній Україні.

## Дорадянські часи

Могила особистого почесного громадянина М.І. Амеличева та його дружини на Лук'янівському кладовищі

Почесні громадяни — один із привілейованих міських станів у Російській імперії. Звання присвоювалося священикам, міщанам, вченим, художникам, акторам і меценатам. Існувало два типи почесного громадянства: особисте, що поширювалося тільки на дану особу та його дружину, і спадкове, що належало і всім нащадкам. І особисте і спадкове почесне громадянство отримувалося за правом народження або усиновлення, шляхом прохання про причислення до почесного громадянства, шляхом зарахування за особливими поданнями відповідних міністрів. Почесні громадяни були звільнені від тілесних покарань, рекрутської повинності та подушних податків а також мали право обиратися на міські громадські посади.
Історія не зберегла імен всіх почесних громадян Києва, що мали це звання до революції. Але відомо, що серед них були: губернатор Іван Фундуклей, хірург Володимир Караваєв, брати-цукрозаводчики й відомі меценати Нікола і Федір Терещенко.

## Радянські часи
Радянська влада відразу ж скасувала це царське звання. Але через 65 років, в 1982 році, імператорська традиція все ж таки була відроджена в соціалістичному Києві. Звання «Почесний громадянин Києва» міськвиконком встановив для громадян, які мають особливі заслуги перед містом у різних галузях народного господарства. Його дозволялося присвоювати не тільки жителям інших міст країни, як за царя, а й громадянам зарубіжних держав «в знак глибокої поваги до їх політичній або суспільній діяльності». Першим «Почесним громадянином міста» став тоді ще живий генеральний секретар ЦК КПРС Леонід Брежнєв. Слідом за ним — після відвідування Києва прем'єр-міністр Індії Індіра Ганді і голова Держради В'єтнаму Чіонг Тінь. Далі — москвичі, що брали участь у звільненні Києва у 1943 році, — маршал Радянського Союзу Кирило Москаленко і генерал армії Олексій Єпішев. Невідомо, чи став у ті часи «Почесним громадянином» хоч один киянин[джерело?]. Почесні громадяни Києва тоді отримували медаль з латуні діаметром 8 см, на якій було зображено будівлю Верховної Ради, скульптуру Батьківщина-Мати, зірка, серп і молот. З одного боку був напис «Місто-герой Київ», з іншого — «Почесний громадянин міста».

## Незалежна Україна
Після приходу в Україну незалежності звання «Почесний громадянин міста Києва» Київська міська рада заснувала в 2000 році. Цього разу його вирішено було присвоювати і українцям, і іноземцям, і навіть особам без громадянства. Головне, щоб про кандидата можна було сказати: «він вніс помітний внесок у соціально-економічний розвиток міста, збагачення національної, культурної та духовної спадщини» або «вів благодійну, гуманітарну чи громадянську діяльність». Подання на кандидата, до якого крім біографії в обов'язковому порядку додається перелік його заслуг, до Київради передає трудовий колектив підприємства, громадської організації або партія. Затверджують депутати Київради. Відмови бувають рідко. За сім років відомий лише один такий випадок. Депутати відмовили в присвоєння почесного титулу чиновнику, тісно пов'язаному з будівельною галуззю.

## Список почесних громадян Києва

### А
- Амосов Микола Михайлович — український хірург-кардіолог, Герой Соціалістичної Праці

### Б
- Балабуєв Петро Васильович — український авіаконструктор, Герой Соціалістичної Праці
- Балагура Олександр Миколайович — український кінодокументаліст, член Спілки кінематографістів України
- Барамія Нугзар Миколайович — лікар-хірург відділення політравми Київської міської клінічної лікарні швидкої медичної допомоги
- Березняк Євген Степанович — український розвідник, прототип кіношного «майора Вихора», Герой України
- Білаш Олександр Іванович — український композитор, народний артист України, Герой України
- Бітаєв Валерій Анатолійович — віцепрезидент Національної академії мистецтв України, президент Міжнародного фонду Національної академії мистецтв України, доктор філософських наук, професор, академік Національної академії мистецтв України, академік Академії наук вищої освіти України, академік Європейської академії наук, мистецтв та літератури (Франція), заслужений діяч мистецтв України, лауреат Державної премії України в галузі науки і техніки
- Блохін Олег Володимирович — український футболіст та тренер
- Борзов Валерій Пилипович — віцепрезидент Національного олімпійського комітету України, член Міжнародного олімпійського комітету, народний депутат України ІІІ–IV скликань, голова Комітету Верховної Ради України з питань молодіжної політики, фізичної культури, спорту і туризму (2000—2002 рр.), президент Національного олімпійського комітету України (1991—1998 рр.), президент Федерації легкої атлетики України (1996—2012 рр.), кандидат педагогічних наук, заслужений майстер спорту, дворазовий олімпійський чемпіон з легкої атлетики, багаторазовий чемпіон Європи
- Бочарова Ніна Антонівна — українська гімнастка (спортивна гімнастика), дворазова олімпійська чемпіонка Олімпіади 1952 року в Гельсінкі
- Бушма Іван Іванович — український будівельник, бригадир, Герой Соціалістичної Праці

### В
- Вакарчук Святослав Іванович — український музикант, вокаліст, лідер рок-гурту «Океан Ельзи», композитор, громадський діяч
- Вантух Мирослав Михайлович — український хореограф, генеральний директор — художній керівник Національного заслуженого академічного ансамблю танцю України ім. П.Вірського, директор хореографічної школи при НЗААТУ ім. П.Вірського
- Венедиктов Лев Миколайович — радянський та український хоровий диригент, педагог. Народний артист СРСР (1979). Герой України (2004)
- Виноградов Іван Андрійович — ветеран праці Київського метрополітену[2]
- Возіанов Олександр Федорович — український хірург-уролог, академік НАН України, доктор медичних наук, професор, Заслужений діяч науки України, лауреат Державної премії України, директор Інституту урології АМН України (1987), президент АМНУ
- Волковинська Параска Григорівна — ткаля, Герой Соціалістичної Праці

### Г
- Гнатюк Дмитро Михайлович — український співак, народний артист СРСР і України, Герой Соціалістичної Праці
- Губерський Леонід Васильович — Герой України, ректор Київського національного університету імені Тараса Шевченка, доктор філософських наук, професор, академік Національної академії наук України, академік Національної академії педагогічних наук[2]
- Гусєв Володимир Олексійович — голова виконкому Київської міської ради (1968–1979)

### Д
- Денисенко Михайло Антонович — Патріарх Київський і всієї Русі-України Філарет
- Джамаладінова Сусана Алімівна (Jamala) — українська співачка та акторка, народна артистка України
- Доліна Марія — українська радянська льотчиця під час Другої світової війни, Герой Радянського Союзу(1945)
- Джонсон Борис  — британський політик, колишній прем'єр-міністр Великої Британії (2022)

### Є
- Ємець Ілля Миколайович — директор Державної установи «Науково-практичний медичний центр дитячої кардіології та кардіохірургії МОЗ України», кардіохірург, доктор медичних наук, професор кафедри дитячої кардіології та кардіохірургії ім. П. Л. Шупика, заслужений лікар України

### З
- Залужний Валерій Федорович —  український воєначальник, генерал. Герой України (2024) Головнокомандувач Збройних сил України (2021—2024)
- Згурський Валентин Арсентійович — голова виконкому Київської міської ради (1979–1990), Герой Соцпраці
- Зноба Валентин Іванович — український скульптор, народний художник України

### К
- Киркевич Геннадій Олександрович — радянський військовик, капітан, учасник Другої світової війни, ветеран праці
- Кіба Володимир Миколайович — автор проекту «Богатирські ігри», президент Федерації найсильніших атлетів України і перетягування канату, майстер спорту міжнародного класу, заслужений тренер України та СРСР, Заслужений працівник фізичної культури і спорту України.
- Ківа Дмитро Семенович — Герой України, президент — генеральний конструктор державного підприємства «Антонов», доктор технічних наук, професор, член-кореспондент Національної академії наук України, академік Академії інженерних наук[2]
- Кірпа Георгій Миколайович — колишній Міністр транспорту України, Герой України
- Кличко Віталій Володимирович — боксер-професіонал, чемпіон в суперважкій категорії найпрестижнішої версії професійного боксу Світова боксерська рада (WBC), депутат Київської міської ради
- Клочкова Яна Олександрівна — українська плавчиня, чотириразова олімпійська чемпіонка з плавання
- Козявкін Володимир Ілліч — український лікар-невролог та мануальний терапевт, заслужений лікар України, професор, доктор медичних наук, заслужений діяч науки і техніки України
- Комісаренко Сергій Васильович — директор Інституту біохімії ім. О. В. Палладіна Національної академії наук України, член Національної академії наук України, член Національної академії медичних наук України, доктор біологічних наук, професор, державний і громадський діяч
- Костенко Ліна Василівна —українська поетеса-шістдесятниця, письменниця (історичний роман, твори для дітей), дисидентка.
- Корж Віталій Терентійович — народний депутат України IV, V, VI скликань, громадський діяч, меценат, кандидат економічних наук
- Кравчук Леонід Макарович — державний і громадський діяч, Президент України (1991—1994 роки), народний депутат України І–IV скликань, голова громадської організації «Українська Рада Миру», кандидат економічних наук
- Кривопішин Олексій Мефодійович — начальник Державного територіально-галузевого об'єднання «Південно-Західна залізниця»

### Л
- Літвінова Світлана Миколаївна — засновниця та директорка музею Олександра Кошиця при спеціалізованій загальноосвітній школі І–ІІІ ступенів № 296 Дарницького району м. Києва, заступник голови громадської організації «Товариство української пісні ім. О. Кошиця» з науково-пошукової роботи
- Лук'янова Олена Михайлівна — академік в галузі медицини (акушерство та гінекологія)
- Луценко Дмитро Омелянович — український поет-пісняр

### М
- Макаренко Герман Георгійович — диригент Національного академічного театру опери та балету України імені Тараса Шевченка, головний диригент та художній керівник оркестру «Київ-Класик», народний артист України, кандидат філософських наук, доктор мистецтвознавства, професор, Посол української культури, «Артист ЮНЕСКО в ім'я миру».
- Марчук Іван Степанович — народний художник України, лауреат Національної премії ім. Т. Шевченка
- Матвієнко Ніна Митрофанівна — українська співачка, народна артистка України, Лауреат Державної премії УРСР ім. Т. Г. Шевченка, 1988, Герой України
- Мірошниченко Євгенія Семенівна — оперна співачка, народна артистка СРСР
- Мосенкіс Юрій Леонідович — професор кафедри української мови та прикладної лінгвістики Інституту філології Київського національного університету імені Тараса Шевченка, член президії Академії наук вищої освіти України, член Національної спілки письменників України, доктор філологічних наук

### О
- Олійник Борис Ілліч — поет, академік
- Омельченко Олександр Олександрович[3] — державний та політичний діяч.

### П
- Пархоменко Петро Миколайович — голова правління, гендиректор АТ «Київхліб»
- Патон Борис Євгенович — президент НАН України, двічі Герой Соціалістичної Праці, Герой України
- Петренко Володимир Іванович — тривалий час голова правління АТ «Київметробуд»
- Петров Василь Степанович — двічі Герой Радянського Союзу, артилерист, що втратив під час німецько-радянської війни обидві руки
- Петюшенко Олександр Володимирович — ветеран спорту, засновник громадської дитячої організації клуб боксу «Козак»
- Пилипенко Михайло Корнійович — Герой Радянського Союзу, звільняв Київ, мешканець м. Москва
- Пінчук Віктор Михайлович — український підприємець, політик, меценат, засновник всеукраїнської благодійної організації «Фонд Віктора Пінчука — соціальні ініціативи»
- Поліщук Микола Єфремович — доктор медичних наук, професор, член-кореспондент АМНУ
- Поляченко Володимир Аврумович — президент холдингової компанії «Київміськбуд», Герой України
- Понамарчук Ігор Тарасович — меценат, засновник музею «Духовні скарби України»

### Р
- Рибчинський Юрій Євгенович — український поет, драматург, сценарист, заслужений діяч мистецтв України, один із основоположників сучасної української естрадної пісні, народний артист України
- Роговцева Ада Миколаївна — актриса, народна артистка СРСР і України

### С
- Сіра Ганна Мусіївна — маляр «Київміськбуду», Герой Соцпраці
- Скопенко Віктор Васильович — ректор КНУ ім. Т. Шевченка, академік НАН і АПН України, Герой України
- Славов Микола Антонович — екс-президент акціонерної судноплавної компанії «Укррічфлот» (помер у 2006 р.)
- Слободян Олександр В'ячеславович — почесний президент АТ «Оболонь»
- Стеценко Юрій Миколайович — почесний президент громадської організації «Федерація каное міста Києва», почесний президент Міжнародної асоціації ветеранів фізичної культури і спорту, кандидат педагогічних наук, професор
- Ступка Богдан Сильвестрович — український актор театру і кіно, Народний артист СРСР, УРСР, України, лауреат Національної премії України ім. Т. Г. Шевченка, художній керівник Національного академічного драматичного театру ім. І. Франка

### Т
- Тарасюк Павло Юхимович — екс-гендиректор взуттєвої фабрики «Київ»
- Телятніков Леонід Петрович — герой-ліквідатор аварії на ЧАЕС, який керував гасінням пожежі через 20 хв. після вибуху, Герой СРСР
- Тимошенко Максим Олегович — (20 квітня 1972, Київ)  — український науковець-культуролог і мистецтвознавець, громадський діяч, хоровий диригент. Доктор філософії, професор, президент екологічної організації «Зелений Хрест» («Green Cross» Ukraine) в Україні,[4] член ради директорів міжнародного Зеленого Хреста (з жовтня 2017). Професор Академії керівних кадрів культури і мистецтв,[5] Заслужений діяч мистецтв України.[6] З 11 червня 2018 по 1 серпня 2018 — в.о. ректора, а з 13 листопада 2018 — ректор Музичної академії України ім. Чайковського, член-кореспондентом Національної академії мистецтв України.[7], член колегії Міністерства освіти і науки України.[8], Голова Ради Ректорів мистецьких закладів України.
- Тронько Петро Тимофійович — доктор історичних наук, академік НАН України, Герой України
- Турчина Зінаїда Михайлівна — дворазова олімпійська чемпіонка і дворазова чемпіонка світу з гандболу, заслужений майстер спорту, президент клубу «Спартак» ім. І. Турчина

### Ц
- Цимбалюк Віталій Іванович — президент Національної академії медичних наук України, академік Національної академії медичних наук України, член-кореспондент Національної академії наук України, доктор медичних наук, професор

### Ч
- Чепелик Володимир Андрійович — український скульптор, педагог, професор Національної академії образотворчого мистецтва і архітектури, голова Національної спілки художників України, Народний художник України, лауреат Національної премії України ім. Шевченка

### Ш
- Шалімов Олександр Олексійович — хірург, академік, Герой Соцпраці
- Шамо Ігор Наумович — український композитор, Заслужений діяч мистецтв України, Народний артист України
- Шахлін Борис Анфіянович — триразовий олімпійський чемпіон, доцент кафедри гімнастики НУ фізвиховання і спорту України
- Швед Георгій Павлович — член президії Київської організації ветеранів війни, особа з інвалідністю внаслідок війни І групи, колишній малолітній в'язень концентраційних таборів, кандидат медичних наук
- Шевченко Андрій Миколайович — український футболіст, Герой України, Заслужений майстер спорту України, перший українцець, який виграв Лігу чемпіонів, володар «Золотого м'яча», один з найрезультативніших бомбардирів єврокубкових турнірів за всі сезони, найкращий бомбардир національної збірної України
- Шевченко Валентина Семенівна — голова Президії Верховної Ради УРСР (1985—1990 рр..) Голова ВГО «Конгрес ділових жінок України»

### Щ
- Щербаченко Марія Захарівна — санітарка, яка врятувала життя багатьом радянським солдатам під час німецько-радянської війни, Герой СРСР

### Я
- Яблонська Тетяна Нилівна — художник, Герой України

## Позбавлені звання
Наступні особи були позбавлені звання за рішенням Київської міськради 25 травня 2023 року:
- Брежнєв Леонід — радянський державний, політичний, військовий та партійний діяч, який займав вищі керівні пости в радянській державній ієрархії протягом 18 років: з 1964 і до своєї смерті у 1982[9][10]
- Кирило Москаленко — маршал СРСР
- Олексій Єпішев — генерал армії
- Масол Віталій Андрійович — колишній прем'єр-міністр України
- Федоров Олексій Федорович — радянський партійний і державний діяч
- Чионг Тінь — голова Державної ради В'єтнаму